# فرنسيس ماسون
فرنسيس ماسون (بالإنجليزية: Francis Mason)‏ هو عالم طبيعي ومترجم أمريكي، ولد في 2 أبريل عام 1799، وتوفي في 3 مارس عام 1874.